# Municipio de Kanabec
El municipio de Kanabec (en inglés, Kanabec Township) es una subdivisión administrativa del condado de Kanabec, Minnesota, Estados Unidos. Según el censo de 2020, tiene una población de 854 habitantes.

## Geografía
Está ubicado en las coordenadas 45°52′39″N 93°27′8″O / 45.87750, -93.45222 (45.877549. -93.452424). Según la Oficina del Censo de los Estados Unidos, tiene una superficie total de 94.26 km², de la cual 93.07 km² corresponden a tierra firme y 1.19 km² es agua.

## Demografía
Según el censo de 2020, hay 854 personas residiendo en la zona. La densidad de población es de 9.18 hab./km². El 92.86 % son blancos, el 0.35 % son afroamericanos, el 1.05 % son amerindios, el 1.05 % son asiáticos, el 0.47 % son de otras razas y el 4.22 % son de una mezcla de razas. Del total de la población, el 1.41 % son hispanos o latinos de cualquier raza.